# Мемориальный фонтан Батта-Миллета
Мемориальный фонтан Батта-Миллета (англ. Butt-Millet Memorial Fountain) расположен в Президентском парке в Вашингтоне, округ Колумбия. Открытый в октябре 1913 года он посвящён военному помощнику президента Тафта Арчибальду Батту и художнику Фрэнсису Дэвису Миллету. Оба мужчины погибли во время крушения «Титаника» 15 апреля 1912 года.

## История создания
16 мая 1912 года сенатор Август Октавиан Бэкон представил в Сенат резолюцию о привлечении частных лиц в строительство мемориала Батту и Миллету на федеральной земле округа Колумбия. Бэкон утверждал, что и Батт и Миллет до своей смерти были государственными служащими, а значит их память должна быть увековечена в отдельном памятнике. Бэкон также отметил, что уже есть ряд памятников профинансированных частными лицами. Резолюции исключала варианты строительства памятника на территории Капитолия, Библиотеки Конгресса или Белого дома. Бэкон хотел, чтобы резолюция была принята Сенатом сразу, но этому воспрепятствовал сенатор Уильям Бора. Тогда резолюция была передана в Объединённый комитет Конгресса по библиотекам, имевший полномочия назначать место для размещения того или иного произведения изобразительного искусства.
Планы по возведению мемориала Батту и Миллету начались введения резолюции Сенату. Президент Тафт согласился возглавить комитет по сооружению памятника. Личный секретарь Тафта Чарльз Хиллес и военный помощник президента полковник Спенсер Косби занимались сбором средств от имени комитета. Уже к середине мая члены иностранного дипломатического корпуса и часть высокопоставленных американских чиновников пожертвовали несколько тысяч долларов. Первым взнос сделал сам Тафт. К этому времени было принято решение о строительстве мемориала на территории Президентского парка. Однако, сам комитет хотел ограничиться лишь бронзовой табличкой.
8 июня 1912 года очередная попытка протащить резолюцию была пресечена сенатором Портером Маккамбером. Лишь 12 августа Сенат принял резолюцию, а 23 августа она прошла законодательно. Через два дня Тафт подписал закон.
Ко времени подписания закона был утверждён внешний вид мемориала. Вместо бронзовой таблички комиссия решила установить мраморный фонтан с гранитной колонной. На одной стороне колонны решено было изобразить фигуру символизирующую рыцарство (Батт), на другой искусство (Миллет). Руководили работами архитектор Томас Гастингс и скульптор Даниэль Честер Френч. 25 октября 1913 года мемориальный фонтан был открыт. Среди спонсоров мемориала были Джон Дастин Арчбольд, Генри Бэкон, Дэниел Бернем, Чемп Кларк, Кеньон Кокс, Генри Фрик, Кэсс Гильберт и Жан Жюссеран.

## Описание
Мемориальный фонтан Батта-Миллета расположен в южной части Президентского парка. Он имеет высоту в 3,7 метра, ширина постамента чаши фонтана 2,4 метра. Фонтан выполнен из золотисто-коричневого мрамора, колонна, венчающая фонтан, из серого гранита. На колонне высечены две фигуры, символизирующие рыцарство и искусство. Чаша фонтана была разработана таким образом, чтобы быть удобным источником питьевой воды для лошадей полицейского патруля. Надпись на чаше гласит:« В память о Фрэнсисе Дэвисе Миллете (1846 — 1912) и Арчибальде Виллингхэме Батте (1865 — 1912). Этот памятник был построен их друзьями с санкции Конгресса».